# Лабенский, Ксаверий Ксавериевич
Ксаверий Ксавериевич Лабенский (1800—1855) — французский писатель польского происхождения, дипломат на русской службе, тайный советник.
Поступил на службу к русскому послу в Лондоне, откуда, заслужив доверие графа Нессельроде, перевёлся в Петербург в качестве старшего сотрудника министерства иностранных дел. По поручению правительства написал в 1843 г. опровержение на записки маркиза де Кюстина о России.
В 1827 и 1829 гг. опубликовал под псевдонимом Жан Полониус (Jean Polonius) два поэтических сборника на французском языке, разборы которых поместил Сен-Бёв на страницах Revue des Deux Mondes. Как поэт находился под сильным влиянием Ламартина и де Виньи. В 1840 г. выпустил поэму «Герострат».
Его брат — Лабенский, Камилл Ксаверьевич (1800—1871) — русский дипломат, камергер.